# Trimerotropis titusi
Trimerotropis titusi är en insektsart som beskrevs av Andrew Nelson Caudell 1905. Trimerotropis titusi ingår i släktet Trimerotropis och familjen gräshoppor. Inga underarter finns listade i Catalogue of Life.